# Jef De Ridder
Jozef (Jef) De Ridder (11 januari 1935 - 11 januari 2007) was een Belgisch politicus voor de Volksunie en vervolgens voor de N-VA.

## Levensloop
Hij deed zijn intrede in de gemeenteraad van Dilbeek na de gemeenteraadsverkiezingen van 1976. Van 1983 tot 1988 en van 1995 tot 2000 was hij aldaar schepen. Tevens was hij in 1988 waarnemend burgemeester te Dilbeek toen partijgenoot Jef Valkeniers staatssecretaris voor het Brussels Gewest was in de regering-Martens VIII.
Bij de gemeenteraadsverkiezingen van 2006 was hij lijstduwer op de kieslijst CD&V-N-VA-DNA. Hij werd herverkozen met 1.317 voorkeurstemmen, maar diende voor de installatie van de nieuwe gemeenteraad zijn ontslag in.